# Hugh Pollard (Geheimdienstoffizier)
Hugh Bertie Campbell Pollard (* 1888; † 1966) war ein britischer Geheimdienstoffizier des Special Operations Executive und 1940 Leiter des Military Intelligence, section 6 in der britischen Botschaft in Madrid.

## Biografie
Pollard trat als Journalist in Irland, Mexiko und Marokko auf. 1920 bis 1921 war er Militärberater der Black and Tans, Paramilitärs der Royal Irish Constabulary.
Im Jahr 1936 lernte Pollard Francisco Franco kennen, als er das Flugzeug brachte, mit welchem Franco nach Spanisch-Marokko geflogen wurde. Der Transport von Franco wurde durch Juan Ignacio Luca de Tena, den Eigentümer der rechten Zeitung ABC, arrangiert und von Juan March finanziert. De Tena rief bei Luis Bolín, dem Korrespondenten des ABC in London an und wies ihn an, ein Flugzeug zu chartern. Bolín traf sich mit Douglas Francis Jerrold und Juan de la Cierva im Simpson's-in-the-Strand. Jerrold empfahl ihnen eine De Havilland DH.89 Dragon Rapide der Flugzeugchartergesellschaft Olley Air Services in London Borough of Croydon. Um den Zweck des Fluges zu verschleiern, schlug de Ciervo vor, sie als Lustreise zu kaschieren. Zwei blonde Frauen sollen die Aufmerksamkeit der Behörden auf sich lenken. Jerold vermittelte Pollard, einschließlich seiner Tochter Diana und deren Freundin Dorothy Watson. Pollard mietete das Flugzeug.
Die De Havilland DH.89 hob am 11. Juli um 7.15 Uhr in Croydon ab und flog über Bordeaux, Lissabon nach Casablanca, wo sie am 15. Juli 1936 landete. In Casablanca wurde der Funker zurückgelassen. Um den Verdacht der spanischen Behörden zu zerstreuen, machte die Maschine noch in Kap Juby und Ifni Station, bevor sie auf dem Flughafen Gran Canaria landete. Trotzdem war die Nachricht vom Flug schon im Innenministerium angekommen, welches anordnete, das Flugzeug in Gando festzuhalten. In Las Palmas de Gran Canaria angekommen, begaben sich Pollard mit seiner Tochter und Dorothy Watson nach Santa Cruz de Tenerife, um Franco die Parole für den Transfer: „Galicia saluda a Franco“, welche ihnen Bolín in Casablanca aufgeschrieben hatte, zu überbringen. Am 18. Juli 1936 brachte Bebb Franco mit dem Flugzeug vom Flugplatz Gando nach Tetuán, wo sie am 19. Juli 1936 landeten. Pollard blieb mit den beiden jungen Frauen in Las Palmas zurück. Die Regierungen Großbritanniens und Frankreich beteiligten sich am Nichteinmischungsausschuss und verweigerten der spanischen Republik die Unterstützung.
1940 wurde Pollard Leiter des MI6 in der britischen Botschaft in Madrid.

## Veröffentlichungen
- Wildfowl & waders; nature & sport in the coastlands. Country life, London 1928.
- History of Firearms. Lenox Hill, New York 1936.